# Championnat d'Écosse de football 1949-1950
Navigation
Édition précédente Édition suivante
La 53e édition du championnat d'Écosse de football est remportée par le Rangers Football Club. C’est le 27e titre de champion du club de Glasgow. Ils gagnent avec un point d’avance sur le Hibernian FC.  Heart of Midlothian complète le podium.
Les Rangers remportent leur deuxième doublé coupe/championnat consécutif.
Le club de Stirling Albion Football Club intègre pour la toute première fois de son histoire le championnat d’Ecosse de première division.
Le système de promotion/relégation reste en place: descente et montée automatique, sans matchs de barrage pour les deux derniers de première division et les deux premiers de deuxième division. Queen of the South et Stirling Albion FC descendent en deuxième division. Ils sont remplacés pour la saison 1950/51 par Greenock Morton et Airdrieonians.
Avec 30 buts marqués en 30 matchs,  Willie Bauld de Heart of Midlothian Football Club remporte pour la première fois le titre de meilleur buteur du championnat.

## Les clubs de l'édition 1949-1950
| Club                              | Ville      |
| --------------------------------- | ---------- |
| Aberdeen Football Club            | Aberdeen   |
| Celtic Football Club              | Glasgow    |
| Clyde Football Club               | Glasgow    |
| Dundee Football Club              | Dundee     |
| East Fife Football Club           | Methil     |
| Falkirk Football Club             | Falkirk    |
| Heart of Midlothian Football Club | Édimbourg  |
| Hibernian Football Club           | Leith      |
| Motherwell Football Club          | Motherwell |
| Partick Thistle Football Club     | Glasgow    |
| Queen of the South Football Club  | Dumfries   |
| Raith Rovers Football Club        | Kirkcaldy  |
| Rangers Football Club             | Glasgow    |
| Saint Mirren Football Club        | Paisley    |
| Stirling Albion Football Club     | Stirling   |
| Third Lanark Athletic Club        | Glasgow    |

## Compétition

### Classement
Le classement est établi sur le barème de points classique (victoire à 2 points, match nul à 1, défaite à 0).
| Rang | Équipe               | Pts | J  | G  | N  | P  | Bp | Bc | Diff |
| ---- | -------------------- | --- | -- | -- | -- | -- | -- | -- | ---- |
| 1    | Rangers FC T C       | 50  | 30 | 22 | 6  | 2  | 58 | 26 | +32  |
| 2    | Hibernian FC         | 49  | 30 | 22 | 5  | 3  | 86 | 34 | +52  |
| 3    | Heart of Midlothian  | 43  | 30 | 20 | 3  | 7  | 86 | 40 | +46  |
| 4    | East Fife            | 37  | 30 | 15 | 7  | 8  | 58 | 43 | +15  |
| 5    | Celtic FC            | 35  | 30 | 14 | 7  | 9  | 51 | 50 | +1   |
| 6    | Dundee FC            | 31  | 30 | 12 | 7  | 11 | 49 | 46 | +3   |
| 7    | Partick Thistle FC   | 29  | 30 | 13 | 3  | 14 | 55 | 45 | +10  |
| 8    | Aberdeen FC          | 26  | 30 | 11 | 4  | 15 | 48 | 56 | -8   |
| 9    | Raith Rovers P       | 26  | 30 | 9  | 8  | 13 | 45 | 54 | -9   |
| 10   | Motherwell FC        | 25  | 30 | 10 | 5  | 15 | 53 | 58 | -5   |
| 11   | Saint Mirren         | 25  | 30 | 8  | 9  | 13 | 42 | 49 | -7   |
| 12   | Third Lanark AC      | 25  | 30 | 11 | 3  | 16 | 44 | 62 | -18  |
| 13   | Clyde FC             | 24  | 30 | 10 | 4  | 16 | 56 | 73 | -17  |
| 14   | Falkirk FC           | 24  | 30 | 7  | 10 | 13 | 48 | 72 | -24  |
| 15   | Queen of the South   | 16  | 30 | 5  | 6  | 19 | 31 | 63 | -32  |
| 16   | Stirling Albion FC P | 15  | 30 | 6  | 3  | 21 | 38 | 77 | -39  |

| Légende : Qualifications et relégations | Légende : Qualifications et relégations                           |
| --------------------------------------- | ----------------------------------------------------------------- |
|                                         | Champion d'Écosse                                                 |
|                                         | Relégation en deuxième division                                   |
|                                         | T : Tenant du titre C : Vainqueur de la Coupe d'Écosse P : Promus |

## Bilan de la saison
| Tableau d'Honneur                |            |
| Compétition                      | Vainqueur  |
| Championnat d'Écosse de football | Rangers FC |
| Coupe d'Écosse de football       | Rangers FC |

| Promotions et relégations |                                       |
| Promus                    | Greenock Morton Airdrieonians         |
| Relégués                  | Queen of the South Stirling Albion FC |

## Statistiques

### Meilleur buteur
1. Willie Bauld, Heart of Midlothian, 30 buts